# یولیان زنگر
یولیان زنگر (آلمانی: Julian Zenger؛ زادهٔ ۲۶ اوت ۱۹۹۷) بازیکن والیبال اهل آلمان، عضو تیم ملی آلمان و باشگاه اشتوتگارت فریدریشسهافن است.